# 超人高校生たちは異世界でも余裕で生き抜くようです!
『超人高校生たちは異世界でも余裕で生き抜くようです！』（ちょうじんこうこうせいたちはいせかいでもよゆうでいきぬくようです）は、海空りくによる日本のライトノベル。イラストはさくらねこが担当している。略称は『超余裕！』。GA文庫（SBクリエイティブ）より2015年10月から2020年2月まで刊行された。2019年9月時点でシリーズ累計部数は100万部を突破している。
メディアミックスとして、山田こたろによるコミカライズ版が『ヤングガンガン』（スクウェア・エニックス）にて2016年10号から2021年20号まで連載され、2019年にはテレビアニメ化された。

## あらすじ
ある日、「世界最高の政治家」の御子神 司、「世界最高の実業家」の真田 勝人、「世界最高のマジシャン」のプリンス暁、「世界最高の剣豪」の一条 葵、「世界最高の発明家」の大星 林檎、「世界最高の医者」の神崎 桂音、「世界最高のジャーナリスト」の猿飛 忍ら7人の超人的な能力を持つ高校生の乗った飛行機が太平洋上空で消息を絶ってしまう。
7人が目覚めるとそこは、獣人やエルフなど、人とは異なる姿を持つ人々が暮らしドラゴンが空を飛び交う、地球の常識とはかけ離れた異世界だった。
エルム村の人々に助けられた7人は、『外の世界からやってきた7人の勇者が、大陸を救った』という伝説を聞き元の世界に帰る手がかりになるかもしれないと考えたが、村の少年エリクの話によると村には7人を養う金銭的余裕がないことが判明。
超人高校生たちは、恩返しを兼ねてそれぞれの特技を活かした任務にむかうのであった。

## 登場人物
声は特記ない限りドラマCDおよびテレビアニメで共通のキャスト。

### 超人高校生
御子神 司（みこがみ つかさ）
声 - 小林裕介
本作の主人公。肩書は「世界最高の政治家」。高校生にして日本の総理大臣。
白髪に右目が赤、左目が青のオッドアイ《炎氷瞳孔（ヘテロクロミア）》が特徴。白髪は勝人曰く「ストレスで白髪になった」という後天的なもので、あまりにも表情を変えないことから、地の文では「鉄仮面」と称される。
四六時中纏っているスーツはアラミド繊維で編まれており、ライフリング加工が施されていない銃弾であれば十分防げる。
一人称は「私」で、仲間には「君」づけ。「～かね」「～であろうか」「～したまえ」など、政治家ゆえか口調は丁寧かつ威厳的。
異世界に飛ばされた7人の高校生のリーダー的存在で、政治的な判断は彼に委ねられる。
優れた判断力に加えて騎士数人を制する格闘術（本人曰く「簡単な格闘術」）と、拳銃の扱いに長けている。常に国民の未来を見据え、それらを優先して動くため、これらを害するものには殺害も辞さない（勝人曰く「自分のことはストレスで髪が真っ白になっても顔色一つ変えないのに、他人事には血が上りやすい」）。
その上で味のレパートリーが少ない村人のために現地の材料でマヨネーズを作ったり、寒くなるエルム村の人々や高校生らのケアのために慣れない土木作業を行い、肉刺を潰してまで浴場を作るなど、国民の笑顔のためならば労力を惜しまない。
その一方で、メリットとデメリットを考え、村人たちの身代わりに貴族に捕まったであろうリルルの心情を重んじて怒りを押し殺し、彼女を見捨てる形で講和策を講じようとする。リルルを連れ去った貴族を殺さず人質にし、各国に牽制するなど、政治家としての冷徹さ、駆け引きの才を持つ。
他にも、呼吸・目線・言葉の滑りから真実を語っているか見抜くことも可能。
様々な汚職を行った悪徳政治家だった父を死刑(主な罪状は殺人教唆と外患誘致)にまで追い込み、愛していた母親に絶縁された過去をもち、感情を伴う人間的な思考は苦手。そのためか、誰かのためならば「私たちが本気を出すと、この世界を壊してしまうからね」などと、相手に配慮しない発言をすることが多い。
勝人とは「ショーニン（勝人の音読みと「商人」をかけたあだ名）」と呼ぶ幼馴染みであり、言葉にしなくとも以心伝心できるほどの信頼関係を持つ。
大星 林檎（おおほし りんご）
声 - 日高里菜
本作のヒロインの一人。肩書は「世界最高の発明家」。
生体金属や液体金属、放射能汚染の完全除去など、現実世界の技術を数世紀進めたと言われる少女。
赤いベレー帽を被り、薄茶色の髪の側面を三つ編みにしている。背中には巨大なピンクのリュックサックを背負うなど、超人高校生の中では一番の荷物持ち。
現代社会の科学技術はスケジュール管理のため作り出した相棒のAI付き機械「クマウサ」や全ての工具の役割を果たし、生産速度の二割を向上させた現実の工業世界の必需品「万能手袋」、情報を標示する防塵ゴーグルなどを使って作り出している。転移前は人工衛星の中で暮らしていた。
自分が作った機械、道具を「新入りさん」「子供たち」と呼ぶなど、家族に等しい愛情を注いでいる。
主に核エネルギーの扱いを得意としており、異世界では小型核原子炉や核ミサイルを製造した。
最初はエルム村近郊のポーキーサイト鉱床を利用してシャベルやラボを製造していたが、フィンドルフ領進攻の際はジェラルミン加工の大盾や剣、弓矢を製造し、エルム村や勝人らのバックアップを行った。
この進攻の際、原作では七十七ポンド劣化ウラン弾を撃って敵に初撃を与えていたが、アニメではレールガンに変更されている。
臆病な性格で、他人とは滅多に会話しない。司相手でも途切れ途切れに話すが、司に対しては好意を寄せている。
実は試験管ベビーであり、母（声 - 川澄綾子）に嫉妬されるほどに高すぎる科学の才能に一時はコンプレックスを抱えていた。後に司がそれを解消したことで好意を抱くようになった。
超人高校生の女性陣の中で唯一恥じらう人物。また作品中唯一の貧乳であるため、女性陣の裸を見るたびコンプレックスを感じている
猿飛 忍（さるとび しのぶ）
声 - 日岡なつみ
肩書は「世界最高のジャーナリスト」。ピンクのショートヘアーをしており「にんにん！」や「にゃはは」「にゃはん」などが口ぐせの明るい性格。忍者の末裔で、司の片腕として諜報活動を担当する。首に巻いているストールは手足に巻きつける事でパラシュートになる。
身体能力も高く、東京スカイツリーからスクープになる話題を目視で発見したり、音もなくいつの間にか現れたり、葵と一緒に音もなくチンピラじみた帝国兵士を鎮圧したことがある。
忍者として高い訓練を受けており、諜報活動と修羅場を乗りきる対応力は極めて高く、エレメント衝突により極寒となった雪山を単独で踏破可能。血がこびり付いた拷問器具を見ても「行動不能になる前に脱出すれば良い」と判断している。
勝人曰く「処女じゃない」ためか、情報のためならば媚館で「サーシャ」の偽名を使い働くことも厭わない。だが他人に言われるのは嫌らしく、上記の発言をした勝人の肘関節を極めて黙らせていた。
神崎 桂音（かんざき けいね）
声 - 金元寿子
肩書は「世界最高の医者」。黄緑に近い金髪のロングヘアーを二つのおさげにしており、柄つきストッキングや胸が一番大きいなど、メンバーの中では一番大人びている。お嬢様口調で話す。
世界トップクラスの医師で、麻酔など必要な道具がなくても、針を刺してドーパミンを放出させ、麻酔代わりにするなどあるもので手術や薬生成を行う。見ただけで相手の病状を（病気になりそうな体の不調も含め）言い当てる。ジャグリングの要領で機材を投げ出し、高速で手術。さらには脳を直接いじって洗脳するなど、その手腕は桁違い。
ゆえに他の医者が自分のスピードについていけないため、助手を必要としていない。
今を生きる命のために最善を尽くすことを信条としており、そのためならば倫理観を「そんなもの」呼ばわりし、死体から使える臓器を片っ端から取り出すことも厭わない。
同じく神にも興味はなく、「救いの神」と他人に称された過去を否定し、「自分は悪魔こそ相応しい」と嘲い、脳を弄くって人格を改造するなど非人間的な部分がある。
スタイルは超人高校生の中でもトップクラスに良く、本人も自信があるのかバニーガール姿や裸に躊躇いがなかった。
一条 葵（いちじょう あおい）
声 - 金子彩花
肩書は「世界最高の剣豪」。紫の基色に統一された和服を着込み、リボンで髪をポニーテールに結んだござる口調の侍少女。
正義感が強く、流派「一条理心流」による優れた機動力と「鬼灯丸」を携えた剣さばきで銃弾を弾く一介の兵器並の攻撃力を持ち、紛争地帯で女子供を狙う部隊相手に暴れまわっては英雄と讃えられた。
身体能力は超人高校生らの中でもトップクラス。特に機動力については折り紙つきで、弾道を変えられなくなったミサイルを素手で掴み、素足を地面にめり込ませて無理矢理軌道を変え誘導したこともある。
ただし殺気を消すことが出来ないため、隠密や狩りには不向き。普通の人間相手であれば殺気に気付かれる前に気絶、斬殺することができる。
しかし、剣術は戦いでしか役に立てない才能のため、平時は無能な自分にいじけることも多い。
女性としての恥じらいが薄いため、バニーガールになることや異性に裸を見られる事に躊躇いがなかった。
剛の奥義・斬鉄閃
技の一つ。フィンドルフ領で複数の兵士を斬る際に使用した。
プリンス暁（プリンスあかつき）
声 - 石上静香
肩書は「世界最高のマジシャン」。
金髪のショートヘアーを持つ少年で、サスペンダー付きの短パンを履いている。マジシャンとして行動する際は赤いアイマスクと飾りつけられた黒のシルクハット・マントを羽織り、高笑いする自信満々な口調となる。
『魔術』と称する手品が得意で、首を落とすマジックや浮遊するマジックの他、転移前のアメリカでは自由の女神を、転移後では馬を消すなど、主に消すタイプのマジックを得意としている。これにより、マジックの概念がない異世界では相手からすれば本当の魔術のように思われることから、脅迫などの心理的な攻撃に応用できる。
テクノロジー不足の異世界でもその力を発揮するが、その原理は謎で暁自身も他人に明かさない。
そしてその外見からよく女性に間違われる。墜落時、女性の世話を担当していたリルルでさえ女だと勘違いしていたため、男性器が気づいてもらえないほど小さいのではないかと茶化された。
不意の事態には弱く、一ヶ月たっても異世界にやって来たことを受け入れられない。同じく一ヶ月たってもビューマの異形に馴れず怖がるなど、他の超人高校生に比べてメンタルが弱い傾向がある。これはマジシャンが命に関わったり、狙われる職業でないため。
飛行機にも弱いのか、転移前の機内では誰とも談笑せずにぐったりしていた。
調理も嫌がるが、これはマジックに手先が重要になるため、痛めたくないというマジシャンのプライドのためである。傷つかない調理ならば手伝う。
インザーギ襲来の際は脱出マジックの応用で燃やされた民家の中の住民達を助け出した。
2巻では司の要望により神に祭り上げられることになり、トラックに乗って現れ、マジックを行ってマヨネーズを配るなどして人民を熱狂。ドルムントの統治権を手に入れることに成功した。
その一方で神として重要な人物になったため、戦闘力のある葵にトイレや風呂にまで護衛される。女性陣のサービスシーンに遭遇しまくるなどラッキースケベ要員を一手に引き受けるはめになった。
真田 勝人（さなだ まさと）
声 - 間島淳司
肩書は「世界最高の実業家」。大阪出身。異世界にノートパソコンとペンタブを持ち込んだ。
黒い髪と鋭い目付きという、高校生らの中では現実的なビジュアルを持つ。
金稼ぎの才能に長けており、世界恐慌により倒産寸前だった真田グループを世界有数の大企業に変えた。
現代世界の金の3割が彼の手つきという別名《財界の魔王（エコノミックエンペラー）》。司曰く「資本主義の申し子」。
ウィノナを初め、ドルムントの女性に声をかけようとするなど女好きな側面を持つが、大事なのは金稼ぎであり、現実世界ではデートの食事のかたわらスマホを並べて市場に指示を飛ばし続けていた。そのため現在でも彼女はいない。しかし、超人高校生の女性メンバーに声をかけた描写は存在しない。
商人ゆえに観察眼が鋭く、昼から自身が許可証を得るまで観察に徹していたルーを「才能あり」と見込み、引き入れる先見性を持つ。
三十人までなら同時に喋っても聞き取れる耳を持つため、ドルムント商売の際は学のない農夫らに商品と金額を発言させ、自分が書き込むことで正確な帳簿を作り出した。
手始めにエルム村の財政難を解決するため商業都市ドルムントに降り、忍の諜報力を借りてハイゼラート市長が裏取引をしていることを突き止めて脅迫。許可証を得た後は委託販売を行い、愛らしい見た目のルーにマヨネーズを実食させる事でコマーシャル効果を発揮。ノイツェランド商会がコストカットとして切り捨てた陸路の行商人たちを抱き込み1ルクも出さずにエルム商会を拡張。物資供給を行った。
そのついでとばかりに商業を独占していたノイツェランド商会を一週間で潰すと豪語するも、エルム商会一強の状態はよくないと潰さなかった。理由は土台のなっていないエルム商会では商人らを支えきれないため、世話を押し付けるため。
事業に失敗した父が首を吊って自殺しており、司は勝人が身内を傷付けられると激怒するのはこの出来事が関係しているのではと推測している。
若くして大企業の社長であり、司が「政治家としてこの世の全員を幸福にする」「一度関わったからにはこの世界に大して相応の責任が発生している」という道を取るのに対し、「他人を不幸にしてでも幸福にすべき人がいる」「元の世界の社員の面倒が見れない（帰れない）リスクを背負うなら協力しない」というスタンスを持つ。
この方針の違いは、司が「三年マニュアル」など自分がいなくなった場合の対応、人材を準備していたのに対し、勝人の場合は自分が社長のため、自分という頭がいないと経営が成り立たない。自分に代わる人材がいなかったことが理由である。

### エルム村
リルル
声 - 桑原由気
本作のヒロインの一人。物静かで控えめな性格のウルガ村長の義娘。村の入口で捨てられていた所を拾われたという。
初対面時から口移しで食べさせるなど、司に対して一目惚れに近い好意を寄せている。
美しく珍しい容姿を持つため、貴族に見つからないよう匿われて育った。そのため村の外に出たことがない。
エルフと思われる種族で、嫌悪感を持つ相手を弾き飛ばす魔法以外にも何者かの意思を中継するなど、不思議な力を持つ。
ウィノナ
声 - 中原麻衣
姉御肌な性格の女性ビューマ。リルルの義姉であり、おばさん口調で喋る。
若く見えるがほぼ成人であるエルクの母親。司もそのことには驚きを隠せなかった。ウィノナはお世辞と受け取って照れるなど、美人である自覚がない。勝人は彼女に関心を寄せているが、なかなか目を向けてもらえていない。
かつてエルム一の狩人と呼ばれており、エルクを産んだ今でも鍛練を欠かさなかったため、草刈り鎌両手に騎士たちをすれ違い様に切り、ふとももで挟んで首をへし折るなど、葵を感心させる強さを持つ。
豪快な性格で、司たちを怪しみ、宴を開く事に反対していたエルクを叱りつけた。
その反面ガサツで子供っぽいフシがあり、かつてはジャガイモの芽を取らず中毒者を出したことがあったり、暁を驚かしまくって共犯のウルガ共々リルルに説教されたりした。
エルク
声 - 下野紘
ウィノナの息子。ウルガの孫でエルム村一の弓使い。ウルガのことを「じっちゃん」と呼ぶ。
現実的だが、ややせっかちな性格。貧しい村の財政を預かっているためか、司たちを余所者扱いし回復祝いの宴にも反対していた。そのあとも愚痴をこぼしていたため、ウィノナに叱られる。
ドルムントに同行した勝人にも最初は村の冬に備えることしか頭になく邪険にしていたが、彼の手腕に魅せられた後は信頼を置くようになる。
後に一国の財政を任される事になる。
ウルガ
声 - 志賀麻登佳
エルム村の村長。ウィノナやリルルの父（義父）にしてエルクの祖父で、整えた髭が特徴。
ウィノナ共々暁を驚かしまくってリルルに説教されるなど、子供っぽい一面がある。
山の主に致命傷を負わされ、心肺停止となるが、桂音の医療技術により命を取り止めた。
アデル
ウィノナの夫にしてエルクの父。物語開始時点で故人。
かつて「オリオン商会」を率いてエルム村にジャガイモを運び、村を飢饉から救った人物で、七人の勇者の伝説を伝えた張本人。
ヤッコイ率いるノイツェランド商会とはかつてしのぎを削るライバル同士で、ある日「行商人でいたいから」と袂を分かち、旅立った先で戦争に巻きこまれて亡くなったという。
この戦争は後にヤマトと帝国の戦争であった事が明らかになっている。
アニメ版には登場しない。

### ドルムント
ルー
声 - 橋本ちなみ
ドルムントで不当な扱いを受けていた、新大陸出身の赤毛のビューマの少女。猫を思わせる尾や耳を持つ。
あどけない片言で喋り、金貨を「お金さん」「金貨さん」と呼んでいて、金貨の山を目の前にすると恍惚してつつかれても気付かない、鼻血を噴いて失神するなど、金に目が無い。
その一方で、昼に勝人達の儲け話を聞いてもすぐには行かず、夕方に勝人が許可証を得るという結果を出してから稼ぎ方を教えてもらおうと近づくなど、本能レベルで強かな面を持つ。彼女の目を見て欲望があると気づいた勝人は、「手駒にしといた方が都合がいい」と仲間に引き入れた。
ノイツェランド商会との商戦の後、脱走した奴隷であることが判明するが、勝人はルーの「両親を買い戻したい」という将来性を見込み、彼女を買った。
勝人の予想を超えるレベルで商売の才能を開花させており、大人の度肝を抜いた妙案を出したこともある。
ヤッコイ
声 - 丸山壮史
ドルムントの商売を一手に牛耳る、ノイツェランド商会の店長。
非情にふくよかな体格をしており、豚鼻と油で光る体や髪が特徴。
エルクの父であるアデルとはしのぎを削るライバル同士だったが、袂を分かって以降はエルク共々「バカ」として見下している。
金貨布団で寝てたりと商会のボスという座に胡坐を掻いていたが、その怠惰により勝人に足を掬われた。4巻で再登場し、国際的な政治の場で真っ当な商売人として活躍することになる。
ワルター・フォン・ハイゼラート
声 - 麻生智久
フチのない丸眼鏡に口髭が特徴のドルムント市長。ドルムントを開拓した先祖の末裔。
「異国かぶれ」と言われるほど他国の商品に精通しているが、精密な仕組みの腕時計には目を奪われていた。ヤッコイに裏金を納めていることが忍の調査でバレており、それをネタに勝人に脅されたことで営業許可証を明け渡す。
2巻では人民がマジックやマヨネーズに魅いられて七光聖教に傾く様に恐怖を覚え、家族と夜逃げしようとするも、メイドに変装し侵入していた司に政治を七光聖教に明け渡すよう要求され、それに応じた。

### フィンドルフ領
エドゥアルド・フォン・フィンドルフ
声 - 茶風林
領民の女性に「初夜権」を課したフィンドルフの領主。地位は伯爵。
体はブルドッグの皮のたるみを倍酷くしたような肥満体で語尾に「おじゃる」が付き、性格は色狂いそのもの。原作では初夜権を課した女性が処女でないことに激怒して絞め殺しており、歯が全て金歯になっている。
彼の前の代はもう少しマシだったらしい。
最後は司に目の前まで迫られるも、隠し持っていた小型燧石銃で発砲する。しかし彼の防弾スーツに阻まれてしまい、ゴム銃で気絶。他の領土が攻めこまないための人質にされてしまった。
インザーギ
声 - 片山公輔
やや骨ばった顔つきに刀のような目付き、光が無い黒い瞳。灰緑色の髪をオールバックと三つ編みにしてサークレットを装着し。額の左右に一房の髪を垂らす30～40代の男。
フィンドルフ最強の部下であり、守衛騎士団団長のほか、身に纏う鎧から『白銀騎士』の階級を持つ。しかしその性根は騎士に程遠く、「生きよと言えば生き、死ねと言えば死ぬもの」と語り、帝国の金貨に触れたことを理由に国家反逆罪とし、住民のいる民家を焼いて焼き殺そうとするなど、傲慢極まりない男。
その一方で暁が縄抜けを行っていたのを見逃しておき、リルルに伝えて暴れないようにさせておく、額を狙って飛んできた鉄の矢を剣で叩き折るなど、団長にふさわしい力を持つ（アニメでは前者がカットされた）。
フィンドルフを利用して出世を目論んでおり、平然と領民を苦しめては彼のご機嫌を取っていたが、リルルを連れ去ったことを原因とする司達の未知の技術による襲撃を受けて敗北し、ギュスターヴに助けを求めに行った。
しかし城主や配下を見捨てた騎士であるとして、首をはねられ処刑された。
ゲイル・スタッフォード
声 - 高橋良輔
身を覆う黒茶のローブに左右に分けた白髪、顎髭が特徴の魔導師。帝国一等魔導官の地位を持ち、ワンドで『ウィンドスラッシュ』という斬撃のような魔法を扱う。
インザーギを「無能」と見下す発言をしているが、フィンドルフに対しては「領主様」と敬称を使っている。
宮廷の曲がり角で司と忍にウィンドスラッシュを浴びせようとし、その後忍との戦いに突入。ウィンドウ・スラッシュを乱用するが、媚館でサーシャとして調査していた忍に腑抜けてウィンドスラッシュが「杖を振った延長にしか出せない」ことをバラしており、掻い潜って額にスタンガンを浴びせた忍に敗れた。
この時「サ、サーシャちゃん!?」とちゃん呼びで驚いていた事から懇意にしていた様子。
アニメではサーシャのくだりがカットされている。

### ギュスターヴ領
オスロー・エル・ギュスターヴ
声 - 中田譲治
帝国北部ギュスターヴ領の領主。通称《潔癖公》であり、メイドの耳を黒子が付いていたという理由で削ぎ落としている。
強力な炎の魔法を操る武人であり、ヤマトの国を陥落させた際に大きな戦果を挙げた。しかし同時に皇帝に対する狂信的な忠誠心を併せ持っており、「武も金も無い平民はその命で陛下に忠義を示せば良い」と平然と言い餓死が当然の圧政を強いる、多大な被害が出て突破が困難を極める冬の山を越えてでも造反者を皆殺しにするよう周辺領に命ずる、命令を出しても司達が生きていることを知って狂ったように皇帝に詫びる等、周囲からは「地位を与える相手を間違えた」とまで称される狂気の男。
あまりの狂気に周辺国の貴族達すらも彼に愛想を尽かしており、自治する土地を枯らせる政策を彼を討伐する大義名分にされるほど。
ジャンヌ・ド・ルブラン
声 - 千本木彩花
帝国の白銀騎士の女性。ギュスターヴ領の巡回・査察を行っている。金属鞭を武器として使用する。
実はレジスタンス組織『碧の団』のメンバーであり、ギュスターヴと対立する立場にあった。ココノノ村でのミリンダに対する一件についても内心では心を痛めており、ミリンダを救うために敢えて自分に捕らわれた忍に対して感謝の念を述べている。ギュスターヴという共通の敵を持つ者同士として協力を持ちかける。
エメラダ
声 - 金澤まい
ココノノ村の住民。ミリンダの母。熊を思わせる丸い耳が特徴。
最初はエルクや忍を食肉に加工しようと料理に睡眠薬を盛り、もてなしたが、彼らは食べず、その上栄養不足から来る黄疸がある事を指摘されて観念し、町の真実を明かした。
ミリンダ
声 - 鬼頭明里
ココノノ村の住民。エメラダの娘。ジャンヌが村の巡回・査察を行った際に「服の裾が泥で汚れている」という理由で鞭打ちの刑に処され、意識を失うほどに痛めつけられるが、忍がジャンヌと取引をしたことで助けられる。
オスカル
声 - 上田燿司
ギュスターヴの秘書官を務める男性。

### その他
クラウス
声 - 森嶋秀太
商業船団シーサーペントの代表。
ゼスト・バーナード
声 - 水中雅章
七光騎士団の団長。元々はドルムントの警備隊長を務めていた。妻を早くに亡くしており、現在は娘のアイリ（声 - 島袋美由利）と共に暮らしている。

## 用語
ルク、ゴルド
この異世界における金の単位。ルクは銅貨と銀貨に対して使われる一般的な単位で、金貨は特別な商売で扱われるため、ゴルドと区別される。
1銅貨は1ルク。1銀貨は10ルク。1金貨は100ゴルドに換算できる。
魔導官
魔法を扱う才を持ち、帝国にその素質を見出されたものがなる職業。
『特別魔導官』『一等魔導官』『二等魔導官』の三階級に分かれており、二等魔導官は研修生。特別魔導官は天災を起こせる存在であると語られている。
アニメでは階級の説明が省かれた。
騎士
『青銅騎士』『白銀騎士』『黄金騎士』『白金騎士』の四階級で地位が決まり、その色の甲冑を纏っている。

### 地名
フレアガルド
司たちが飛ばされた異世界の大陸。文明レベルは中世・大航海時代の15世紀半ばから17世紀半頃に相当し、トイレの文化はあるが風呂の文化はない。そのかわりに水浴びの文化がある。
公用語は日本語によく似た「アルト語」。
金の単位は「ルク」。
魔法の概念があり、炎・水・風・土のエレメントと、それらを司る精霊に語りかけることで魔法が発動できるとされる。
中にはエレメントの衝突で異常気象が発生する場所も存在する。
フレアガルド帝国
フレアガルド18代皇帝であるリンドルム・フォン・フレアガルドが統治している、序盤で司たちが活躍する国。特別魔導官は一人だけ。
フィンドルフ領をはじめ、北部にギュスターヴ領がある。
『弱肉強食』を国是とし、皇帝の上に神を置くことを許さず、数百年もの昔に七光聖教を始めとした国内全ての宗教を根絶やしにした。現在は『新大陸植民地化政策』を押し進めており、ルーを初めとした新大陸の現地人を奴隷にしている。
しかしその宗教弾圧も完全なものではなく、末端とはいえ帝国の兵士が「神に祈る所作」をする、ドルムントの民に宗教に対する嫌悪感がないなど、思想が浸透していない節がある。
貴族有位社会で、「貴族は平民を殺しても罪にならない」ことが常識。その常識が根付いているため、本来なら騎士と戦えるウィノナを初め、誰も貴族には逆らわなかった。
さらには技術や思想までもが貴族間で独占されていたため、本来なら異世界にとって100年先（18世紀）の技術である小型燧石銃が存在している。
この隔たりのためか、平民に対する扱いに歯止めが聞かず論理観が崩壊している貴族が多く、中には利益のために旅人を人肉に変える者すら存在する。
竜を模した金貨がある。
フィンドルフ領
色狂いで有名なフィンドルフが治める領地。領地に住まう全ての女性に初夜権を課すなど、フィンドルフの欲望を満たすために存在しているような状況だったが、司たちが先導したエルム村の革命により転覆した。
エルム村
司たちの飛行機が墜落した近くにあるビューマの村。北の森が多い山の中にあり、リルル達の住居がある村でもある。
ノイツェランド商会や税の締め付けで冬を越せないほど財政が厳しいらしく、女たちに手を出そうとした帝国兵士も「クソみたいな村」と見下していた。
その一方で「山の民は助け合い」をモットーとしており、異種族であろうリルルや、司たちも違和感なく溶け込める人情味のある村で、司たちに対しては財政難を押して回復祝いの宴を開いてくれた。
この優しさが司たちの恩返しに繋がり、物語を始まりへと導いた。
飛行機の落ちた場所にはポーキサイト鉱床がある。
この世界におけるマヨネーズ発祥の地。
主食は鶏卵。
ドルムント市
司たちが飛ばされたエルム村から近い、人口十万人のフィンドルフ領最大の商業都市。アニメでは海に面し、船場が栄え、円上の壁に囲まれた城塞都市として描かれた。
勝人が最初に商売を行い、エルム商会を立ち上げた場所。
船の交易による恩恵か、塩、胡椒を始め、小麦粉、砂糖、蜂蜜漬けなどがある。

ル＝ルック山脈
ブッフバルト領
ギュスターヴ領
帝国北部に位置する《潔癖公》ギュスターヴが治める領地。
ココノノ村
ギュスターヴ領の村。元々は小麦を中心とする農業で生計を立てる小さな農村だったが、領主となったギュスターヴが発布した「景観美化の令」によって街並みや村人達の身なりは見違えるほどに美しくなった。しかし、それらの美しさはギュスターヴによって強制されたものであり、それらを維持するための出費も全て村人達の自腹だったため、村の財政は完全に破綻。服や体を汚すことも許されないため畑仕事も満足にできなくなった村人達は、親類や村を訪れる旅人を殺し、その人肉によって飢えを凌がなければならないほどにまで追い詰められている。

### 団体
《七光聖教》
7人の勇者が外の世界から現れ、邪悪な竜から世界を救った伝説があり、そこから派生した宗教。
今では言い伝えのみで弾圧され、廃れてしまっていたが、現在でも危機的状況に『神に祈る』所作が存在することから、超人高校生が自分たちの活動の基盤として利用する。
フィンドルフ領を制圧した2巻で本格的に活動を開始。
暁を「神」、他の超人高校生らを御使いである「天使」にすることで、元の世界に帰った時、民主主義の国政をスムーズに委ねられるよう動き出した。
ドルムントでは暁のパフォーマンスやマヨネーズを「神の御技」として広めて人心を掴み、その熱狂ぶりを恐れて逃げようとしたハイゼラートを説得。ドルムントの統治権を手に入れることに成功した。
ノイツェランド商会
北部一帯・ドルムントの商業流通の権利を牛耳る商会。商長はヤッコイ。
裏でドルムント市長であるハイゼラート伯爵に多額の資金供与を行う代わりに、ノイツェランド商会が発行する許可証がなければドルムントで商売できないようにし、利益を独占していた。
その上で海上交易の方が益があると、コストカットの名目で陸路の商人との縁をまとめて切っていた。
しかしそのやり方がエルム村を貧しくしていると知られ、勝人に「一週間でぶっ潰す」と目をつけられてしまう。
その結果、シーサーペントを初めとする有力な海上交易を勝人にぶんどられ、更に陸路の商人と勝人が契約を結んだことで経路が破綻。物資の供給が断たれた状況で、エルム商会との二強状態を維持していくという生き地獄に落とされた。
商業船団シーサーペント
フレアガルド東部を拠点に海上貿易を行う大商船団。代表はクラウス。
委託販売を行い、マヨネーズを売るエルム商会に興味を示して接触し、ノイツェランド商会から寝返った。
オリオン商会
ウィノアの亡き夫、アデルが立ち上げた商会。エルム村の食料難の際、ジャガイモを伝えたことで村を救ったとされる。
かつてはノイツェランド商会と覇権を競うほど大きな商会だったが、アデルが戦争に巻きこまれて死ぬと併合され消えていったとされる。

### 種族、生物
ビューマ
獣耳と尻尾を持つ、この世界では「そこらじゅうにいる」とされる一般的な種族。年齢の割りには若々しい人物が多く、丸太を二、三本担げるほど力が強い。
司たちのような人間に相当する種族は「ヒューマ」と呼ばれ、ごく稀に魔法を使えるものもいるという。
貴族からの受けは良くなく、獣の部位を持つことから「（人の）成りそこない」「獣臭い」と見下されている。
ドラゴン
墜落した飛行機の上空を飛んでいた赤いオーソドックスなタイプのドラゴン。大型のドラゴンを見たリルル達が珍しがったり「縁起がいい」と健康を祈ったりしていたことから、崇められている様子。
青い鶏、青いヒヨコ
異世界の鶏卵を産む鳥。名称は不明。
ヒヨコはTwitterロゴを思わせる青い羽毛を持つが、鶏は二つに分かれた青い冠以外、普通の鶏と変わらない。
この鳥の産む卵はエルム村の主食にして主産業であり、今までは丸ごと茹でて食べられていた。しかし司がオリーブオイルを入れるという発想を持ち込んだことからマヨネーズが産まれ、村に発展の兆しを与えた。
鼻に短い角を持つ馬
山の主
エルム村の外れにいた長い爪を持つ熊に岩石を纏わせたような怪物。5メートルの体格に尾も竜のように長く、逃げ遅れたウルガ村長に致命傷を負わせた。しかし葵が首をはねて殺害し、息の根を止めた。

### 道具など
マヨネーズ
司が助けられたお礼として作った調味料。
オリーブオイルこそ存在するものの、異世界の価値観では火や蝋燭の「燃料」だったため、司がそれらに卵の黄身を混ぜ合わせる発想を持ち込んだことから誕生した。
自然由来の素材を扱うため、現実世界のものより美味しいらしい。
表紙ではリルルが容器を持っているなど、この作品の代表的なアイテムだが、異世界では小さな壺に入れられて使用されている。
後にプラスチック容器が作られ、現実世界の商品と同じ形になった。
ラボ
アルミニウム製のスコップ。
葉の湯衣
ウィノナが男女一緒に入浴するために思い付いた、葉で局部を隠し、長い葉柄を紐にして結ぶマイクロビキニのような湯衣。正式名称は不明。
その扇情さから、連絡に入って女性陣を見た暁が「そういうお店」だと勘違いした。

## 既刊一覧

### 小説
- 海空りく（著）・さくらねこ（イラスト） 『超人高校生たちは異世界でも余裕で生き抜くようです！』 SBクリエイティブ〈GA文庫〉、全10巻
  1. 2015年10月31日初版第一刷発行（10月14日発売[9]）、ISBN 978-4-7973-8505-2
  2. 2016年2月29日初版第一刷発行（2月13日発売[10]）、ISBN 978-4-7973-8691-2
  3. 2016年6月30日初版第一刷発行（6月14日発売[11]）、ISBN 978-4-7973-8844-2
  4. 2016年10月31日初版第一刷発行（10月14日発売[12]）、ISBN 978-4-7973-8941-8
  5. 2017年6月30日初版第一刷発行（6月14日発売[13]）、ISBN 978-4-7973-9278-4
  6. 2017年12月31日初版第一刷発行（12月15日発売[14]）、ISBN 978-4-7973-9526-6
  7. 2018年6月30日初版第一刷発行（6月15日発売[15]）、ISBN 978-4-7973-9625-6
    - 「特装版」同日発売[16]、ISBN 978-4-7973-9624-9

  8. 2019年3月31日初版第一刷発行（3月15日発売[17]）、ISBN 978-4-8156-0141-6
  9. 2019年10月31日初版第一刷発行（10月12日発売[18]）、ISBN 978-4-8156-0379-3
  10. 2020年2月29日初版第一刷発行（2月14日発売[19]）、ISBN 978-4-8156-0534-6

### 漫画
- 海空りく（原作）・さくらねこ（キャラクター原案）・山田こたろ（漫画） 『超人高校生たちは異世界でも余裕で生き抜くようです！』 スクウェア・エニックス〈ヤングガンガンコミックス〉、全13巻
  1. 2016年10月13日初版発行（同日発売[20]）、ISBN 978-4-7575-5122-0
  2. 2017年3月25日初版発行（同日発売[21]）、ISBN 978-4-7575-5294-4
  3. 2017年6月13日初版発行（同日発売[22]）、ISBN 978-4-7575-5370-5
  4. 2017年12月15日初版発行（同日発売[23]）、ISBN 978-4-7575-5547-1
  5. 2018年6月13日初版発行（同日発売[24]）、ISBN 978-4-7575-5744-4
  6. 2019年1月25日初版発行（同日発売[25]）、ISBN 978-4-7575-5946-2
  7. 2019年7月25日初版発行（同日発売[26]）、ISBN 978-4-7575-6136-6
  8. 2019年9月25日初版発行（同日発売[27]）、ISBN 978-4-7575-6314-8
  9. 2019年12月25日初版発行（同日発売[28]）、ISBN 978-4-7575-6445-9
  10. 2020年7月22日初版発行（同日発売[29]）、ISBN 978-4-7575-6766-5
  11. 2020年12月24日初版発行（同日発売[30]）、ISBN 978-4-7575-6956-0
  12. 2021年6月24日初版発行（同日発売[31]）、ISBN 978-4-7575-7330-7
  13. 2021年12月25日初版発行（同日発売[32]）、ISBN 978-4-7575-7640-7

## テレビアニメ
2019年3月にテレビアニメ化が発表され、2019年10月から12月までTOKYO MXほかにて放送された。

### スタッフ
- 原作 - 海空りく[2][5]
- キャラクター原案 - さくらねこ[2][5]
- 監督 - 柳伸亮[2][5]
- シリーズ構成 - 赤尾でこ[2][5]
- キャラクターデザイン - 矢野茜[2][5]
- プロップデザイン - 北山景子[8]
- アクション作監・アクション監修 - 和田大
- メカニック監修 - 大倉雅彦
- 美術監督 - 葛琳[8]
- 美術設定 - 高橋麻穂[8]
- 色彩設計 - 鈴木ようこ[8]
- CGラインディレクター - 齋藤威志[8]
- 撮影監督 - 川田哲矢[8]
- 編集 - 渡邉千波[8]
- 音響制作 - ビットプロモーション[5]
- 音響監督 - 本山哲[5]
- 音楽制作 - ポニーキャニオン[5]、アップドリーム[8]
- 音楽 - 水谷広実[5]
- 音楽プロデューサー - 髙澤太樹[8]
- プロデューサー - 川村仁[8]、秋田規行[8]、梶原剛[8]、飯塚彩[8]、野島鉄平[8]、塩谷佳之[8]、小澤文啓[8]、日暮航輝[8]、福井詔雄[8]、大森慎司[8]、山田公平[8]
- プロデュース - 轟豊太[8]、宮崎誠司[8]
- アニメーションプロデューサー - 椛谷智司[8]
- アニメーション制作 - project No.9[2][5]
- 製作 - 「超余裕！」製作委員会[2][5]

### 主題歌
「はじめてのかくめい!」
DIALOGUE+によるオープニングテーマ。作詞・作曲は田淵智也。編曲は田中秀和。
「dear my distance」
鬼頭明里によるエンディングテーマ。作詞は石倉誉之、yuiko。作曲・編曲は石倉誉之。

### 各話リスト
| 話数 | サブタイトル                                       | シナリオ | 絵コンテ          | 演出                 | 作画監督                                                                          | 総作画監督                   |
| ---- | -------------------------------------------------- | -------- | ----------------- | -------------------- | --------------------------------------------------------------------------------- | ---------------------------- |
| #1   | 超人高校生たちは異世界に来てしまったようです！     | 赤尾でこ | 柳伸亮            | 大河原晴男           | 藤澤俊幸 中村佑美子                                                               | 矢野茜                       |
| #2   | 勝人は本気で金儲けをするようです！                 | 難波久   | 齋藤徳明          | 藏本穂高             | 臼井里江 一ノ瀬結梨                                                               | 飯田恵理子 佐藤麻里那        |
| #3   | ルーは自分の価値を自分で決めたようです！           | 杉澤悟   | 齋藤徳明 佐藤篤志 | 黒瀬大輔             | 中島美子 高瀬さやか 清水勝祐 早乙女啓 松本昌代                                    | 矢野茜 飯田恵理子 佐藤麻里那 |
| #4   | 司は異世界を変える覚悟を決めたようです！           | 赤尾でこ | 齋藤徳明          | 大河原晴男           | 藤澤俊幸 高瀬さやか 清水勝祐 清丸悟 一ノ瀬結梨                                    | 矢野茜                       |
| #5   | 暁はゴッド暁になるようです！                       | 冨田頼子 | 齋藤徳明          | 加藤太志             | 榊原智次 那須野文 吉田和歌子 高瀬さやか 臼井里江                                  | 矢野茜 飯田恵理子 佐藤麻里那 |
| #6   | リルルは距離を縮めるようです！                     | 杉澤悟   | Royden B          | 加藤顕               | 徳永竜志 吉田雄一                                                                 | 矢野茜                       |
| #7   | 忍はシノビの勘がはたらくようです！                 | 赤尾でこ | 齋藤徳明          | 福井洋平             | 藤澤俊幸 一ノ瀬結梨 合田麻美 高木啓明 清水勝祐 安達祐輔                           | 飯田恵理子 佐藤麻里那        |
| #8   | 葵は想像以上のスペックを発揮するようです！         | 赤尾でこ | いわたかずや      | 大河原晴男、藏本穂高 | 前澤弘美 中村和代 合田麻美 武佐友紀子 セブンシーズ                                | 矢野茜 佐藤麻里那            |
| #9   | 司は全てを見通しているようです！                   | 杉澤悟   | 齋藤德明          | 森田侑希             | 尾尻進矢 三沢聖矢 八木元喜                                                        | 飯田恵理子 佐藤麻里那        |
| #10  | 林檎は勇気を出して狩人になるようです！             | 杉澤悟   | 齋藤德明          | 村田尚樹             | 小関雅 鐘文山 飯飼一幸 服部益美                                                   | 矢野茜                       |
| #11  | 桂音は悪い子を決して許したりはしないようです！     | 杉澤悟   | 鈴木勇士          | 鈴木勇士             | 藤澤俊幸 髙瀬さやか 一ノ瀬結梨 清水勝祐 松本昌代                                  | 飯田恵理子 佐藤麻里那        |
| #12  | 超人高校生たちは異世界でも余裕で生き抜くようです！ | 赤尾でこ | 齋藤德明 柳伸亮   | 福井洋平             | 藤澤俊幸 髙瀬さやか ウクレレ善似郎 松本昌代 内野明雄 中村和代 大河原晴男 清水勝祐 | 矢野茜 佐藤麻里那            |

### 放送局
| 放送期間                       | 放送時間                     | 放送局       | 対象地域 | 備考                                        |
| ------------------------------ | ---------------------------- | ------------ | -------- | ------------------------------------------- |
| 2019年10月3日 - 12月19日       | 木曜 21:00 - 21:30           | AT-X         | 日本全域 | 製作参加 / CS放送                           |
|                                | 木曜 22:30 - 23:00           | TOKYO MX     | 東京都   | 製作参加                                    |
| 2019年10月9日 - 12月25日       | 水曜 0:00 - 0:30（火曜深夜） | BSフジ       | 日本全域 | 製作参加 / BS/BS4K放送 / 『アニメギルド』枠 |
| 2019年10月30日 - 2020年1月22日 | 水曜 1:55 - 2:21（火曜深夜） | 長崎文化放送 | 長崎県   | 『あに。』枠                                |

| 配信開始日     | 配信時間                     | 配信サイト |
| -------------- | ---------------------------- | --- |
| 2019年10月3日  | 木曜 23:00 更新              | dアニメストア U-NEXT Amazonプライム・ビデオ AbemaTV アニメ放題 ニコニコチャンネル GYAO! ビデオマーケット music.jp DMM.com FOD バンダイチャンネル Hulu |
| 2019年10月4日  | 金曜 0:30 - 1:00（木曜深夜） | ニコニコ生放送 |
| 2019年10月6日  | 日曜 0:00（土曜深夜） 更新   | ビデオパス J:COMオンデマンド |
| 2019年10月11日 | 金曜 0:00（木曜深夜）更新    | マンガUP! |

### BD
| 巻 | 発売日       | 収録話          | 規格品番 |
| -- | ------------ | --------------- | -------- |
| 1  | 2020年1月8日 | 第1話 - 第3話   | HPXR-465 |
| 2  | 2020年2月4日 | 第4話 - 第6話   | HPXR-466 |
| 3  | 2020年3月3日 | 第7話 - 第9話   | HPXR-467 |
| 4  | 2020年4月2日 | 第10話 - 第12話 | HPXR-468 |

### Webラジオ
小林裕介と石上静香によるWebラジオ『小林裕介・石上静香のゆずラジ』とのコラボレーション番組『超人高校生たちはゆずラジでも余裕で生き抜くようです！』が、2019年10月2日よりニコニコチャンネルにて毎週水曜に配信。翌週水曜は響ラジオステーションでも配信。アニメ放送時期では、ニコニコ生放送でも配信が行われていた。
第6回アニラジアワードにて本ラジオが「BEST BENEFIT RADIO ためになるラジオ賞」を受賞した。

### ゲスト
| 年     | 回数  | 月日              | ゲスト                                                               |
| ------ | ----- | ----------------- | -------------------------------------------------------------------- |
| 2019年 | 3 4   | 10月16日 10月23日 | 金元寿子                                                             |
| 2019年 | 5 6   | 10月30日 11月6日  | 間島淳司                                                             |
| 2019年 | 7 8   | 11月13日 11月20日 | 金子彩花                                                             |
| 2019年 | 9 10  | 11月27日 12月4日  | 日高里菜                                                             |
| 2019年 | 11 12 | 12月11日 12月18日 | 日岡なつみ                                                           |
| 2019年 | 13    | 12月25日          | 柳伸亮（監督） 矢野茜（キャラクターデザイン）                        |
| 2020年 | 14    | 1月8日            | 柳伸亮（監督） 矢野茜（キャラクターデザイン）                        |
| 2020年 | 16 17 | 1月22日 1月29日   | 桑原由気                                                             |
| 2020年 | 18    | 2月5日            | 金元寿子（神崎桂音役） 日岡なつみ（猿飛忍役） 間島淳司（真田勝人役） |
| 2020年 | 19    | 2月12日           | 金子彩花（一条葵役） 桑原由気（リルル役） 日高里菜（大星林檎役）     |